# 스넥
스넥은 국내외 최신 경제뉴스를 엄선하여 정리한 소셜 경제 미디어이다. 또한 업계의 신뢰할 수 있는 전문가나 유명인들이 작성한 다른 곳에서는 볼 수 없는 코멘트를 첨부하고 있다. 관심 있는 종목 및 산업에서 발생하는 뉴스와 외부 기고자가 작성한 리서치를 통해 경제에 관한 인사이트를 얻을 수 있으며, 검색을 통하여 실시간으로 회사정보, 뉴스, 차트, 공시 뿐만 아니라 증권사리포트, 재무데이터, IR리포트, 사업보고서등을 다운로드받아 활용할 수 있다. 스넥은 현재 안드로이드 및 iOS 버전의 모바일 애플리케이션과 웹사이트(www.snek.ai)를 통해 제공되고 있다. 안드로이드 사용자는 구글플레이에서 iOS 사용자는 아이폰 앱스토어에서 무료로 다운로드 받을 수 있다.